# Clara (Fernsehserie)
Clara war die ZDF-Weihnachtsserie 1993.
Das Drehbuch schrieb Justus Pfaue. Regie führte Maria Theresia Wagner.

## Inhalt
Clara ist eine jugendliche, begabte Schülerin und Reiterin. Clara zeichnet sich dadurch aus, dass sie den im Reitsport üblichen Methoden im Umgang mit den Pferden kritisch gegenübersteht. Hierdurch gerät sie insbesondere in Konflikt mit ihrem Reitlehrer Heinrich, der selber früher erfolgreich war und der Auffassung ist, dass nur eine gewisse Konsequenz zum Ziel führt.
Ferner werden in der Serie typisch pubertäre Konflikte mit ihren Eltern thematisiert. Clara verabscheut den Lebensstil ihrer Mutter, welche weitgehend auf Kosten von Claras Vater (ihre ehemalige Affäre) Charly lebt, während dieser als Geschäftsmann und aufgrund seiner Familie kaum Zeit hat für seine Tochter. Als die Situation eskaliert, zieht Clara vorübergehend auf den Reithof der Familie Meischberger.
Der Reithof der Meischbergers steht vor erheblichen wirtschaftlichen Problemen. Es droht die Pfändung. Jens Meischberger versucht anfangs seine Sorgen im Alkohol zu ertränken, macht jedoch schließlich damit Schluss.
Matthias Meischberger, der Sohn des Besitzerehepaares, reitet ebenfalls, ähnlich wie Clara, ist dabei jedoch erfolgsorientierter als diese. Sein Ehrgeiz führt schließlich zu einem Reitunfall, bei dem das Pferd Aimée stark in Mitleidenschaft gezogen wird. Clara springt ein, um das Pferd weiterhin für den Reitsport und die Familie Meischberger zu erhalten. Zwischen Matthias und Clara bahnt sich schließlich eine Beziehung an, die jedoch vom sportlichen Ehrgeiz beider immer wieder überschattet ist.

## Buch
Die Serie basiert auf dem 1993 erschienenen Clara und das Glück dieser Erde von Justus Pfaue, welcher ebenfalls die Drehbuchfassung schrieb. Die Serie hält sich weitestgehend an das Originalbuch. Das Originalbuch ist 1993 im Loewe Verlag erschienen und von Katinka Niederstrasser illustriert worden. Der Folgeroman Clara gibt nicht auf aus dem Jahr 1994 ist nicht mehr Bestandteil der Serie und wurde auch nicht verfilmt.

## Soundtrack
Der Soundtrack wurde hauptsächlich von Sigi Schwab komponiert und erschien 1993 auf CD. Inzwischen ist der Soundtrack jedoch vergriffen.

## Ausstrahlungen
Seit der Erstausstrahlung wurde die Serie mehrfach ausgestrahlt, außer im ZDF auch im KiKA und in 3sat, sowie 2010 bei ZDFneo. Die Ausstrahlung im Jahre 2007 erregte Unmut, weil sie aus Zeitgründen vom ZDF neu geschnitten war und damit Szenen entfallen waren.

## DVDs
Die komplette Serie ist am 7. Juli 2008 auf DVD erschienen.